# 帕尼奥 (汝拉省)
帕尼奥（法語：Pagnoz，法語發音：[paɲo]）是法国汝拉省的一个市镇，位于该省中北部，属于多勒区。

## 地理
帕尼奥（46°58'4"N, 5°49'12"E）面积3.29 平方千米，位于法国勃艮第-弗朗什-孔泰大區汝拉省，该省份为法国东部内陆省份，北起上索恩省，西北接科多尔省，西临索恩-卢瓦尔省，南至安省，东与杜省和瑞士接壤。
与帕尼奥接壤的市镇（或旧市镇、城区）包括：莱内港、马尔诺、艾格勒皮埃尔、菲略斯河畔拉沙佩勒、格朗日德韦夫尔、穆沙尔。
帕尼奥的时区为UTC+01:00、UTC+02:00（夏令时）。

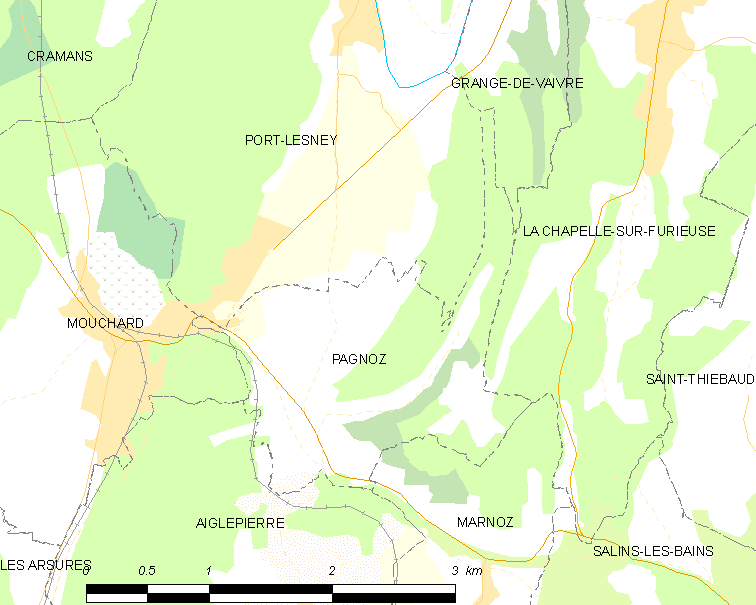
帕尼奥的OSM定位图

## 行政
帕尼奥的邮政编码为39330，INSEE市镇编码为39403。

## 政治
帕尼奥所属的省级选区为蒙苏沃德雷县。

## 交通
汝拉省省道D472线经过境内。

## 人口

1962-2008年间帕尼奥人口变化图示

帕尼奥于2022年1月1日时的人口数量为217人。